# Project Eden
Project Eden (с англ. — «Проект Эдем») — компьютерная игра для Windows и PlayStation 2, выпущенная в 2001 году. Является гибридным шутером от первого и третьего лица с акцентом на командную работу и решение головоломок.
В игре четыре протагониста — агента UPA (англ. Urban Protection Agency — агентство защиты города), каждый со своими особыми способностями. Они могут управляться как одним игроком — в этом случае он будет переключаться между ними; так и четырьмя разными игроками. Игровой сюжет разворачивается ниже черты города (основной город в игре надстроен над городом, который в свою очередь надстроен над нижним городом). Основные события игры проходят на заброшенных строениях и «окрестностях» ниже пределов города. Герои не могут умереть — вместо этого они появляются на последнем контрольно-пропускном пункте, где их здоровье полностью восстанавливается.

## Оценки
| Сводный рейтинг | Сводный рейтинг | Сводный рейтинг |
| Издание         | Оценка          | Оценка          |
| Издание         | PC              | PS2             |
| --------------- | --------------- | --------------- |
| GameRankings    | 73,54 %         | 75,48 %         |